# Seznam nejvyšších budov v Japonsku
Seznam nejvyšších budov v Japonsku. Seznam je platný k roku 2022.                         

## Základní informace

Pohled na tokijskou oblast Shinjuku.

V Japonsku je celkem 271 mrakodrapů vyšších než 150 m, z toho 167 mrakodrapů se nachází v Tokiu, což z něj dělá nejvyšší město v zemi.                                               
Nejvyšší budova Japonska Abeno Harukas se tyčí v Ósace, tento mrakodrap drží titul od roku 2014, kdy překonal Yokohama Landmark Tower. 
Nejvyšší věží a stavbou státu je Tokyo Skytree, která je zároveň druhá nejvyšší stavba na světě.

## Seznam budov
| Pořadí | Název                                           | Obrázek | Město     | Výška [m] | Poldaží | Rok dokončení |
| ------ | ----------------------------------------------- | ------- | --------- | --------- | ------- | ------------- |
| —      | Tokyo Skytree                                   |         | Tokio     | 634       | 32      | 2012          |
| —      | Tokyo Tower                                     |         | Tokio     | 333       | 7       | 1958          |
| 1.     | Abeno Harukas                                   |         | Ósaka     | 300       | 60      | 2014          |
| 2.     | Yokohama Landmark Tower                         |         | Jokohama  | 296       | 70      | 1993          |
| 3.     | Osaka Prefectural Government Sakishima Building |         | Ósaka     | 256       | 55      | 1995          |
| 4.     | Rinku Gate Tower Building                       |         | Izumisano | 256       | 56      | 1996          |
| 5.     | Toranomon Hills                                 |         | Tokio     | 256       | 57      | 2014          |
| 6.     | Midtown Tower                                   |         | Tokio     | 248       | 54      | 2007          |
| 7.     | Midland Square                                  |         | Nagoja    | 247       | 47      | 2007          |
| 8.     | JR Central Office Tower                         |         | Nagoja    | 245       | 51      | 2000          |
| 9.     | Tokyo Metropolitan Government Building No. 1    |         | Tokio     | 243       | 48      | 1991          |
| 10.    | Sunshine 60                                     |         | Tokio     | 240       | 60      | 1978          |
| 11.    | NTT Docomo Yoyogi Building                      |         | Tokio     | 240       | 27      | 2000          |
| 12.    | Roppongi Hills Mori Tower                       |         | Tokio     | 238       | 54      | 2003          |
| 13.    | Shinjuku Park Tower                             |         | Tokio     | 235       | 52      | 1994          |
| —      | Fukuoka Tower                                   |         | Fukuoka   | 234       | 5       | 1989          |
| 14.    | Tokyo Opera City Tower                          |         | Tokio     | 234       | 54      | 1996          |
| 15.    | Sumitomo Fudosan Roppongi Grand Tower           |         | Tokio     | 231       | 40      | 2016          |
| 16.    | Shibuya Scramble Square                         |         | Tokio     | 228       | 47      | 2019          |
| 17.    | JR Central Hotel Tower                          |         | Nagoja    | 226       | 53      | 2000          |
| 18.    | Shinjuku Mitsui Building                        |         | Tokio     | 224       | 55      | 1974          |
| 19.    | Shinjuku Center Building                        |         | Tokio     | 223       | 54      | 1979          |
| 20.    | Saint Luke's Tower                              |         | Tokio     | 221       | 47      | 1994          |
| 21.    | Shiodome City Center                            |         | Tokio     | 216       | 43      | 2003          |
| 22.    | Dentsu Building                                 |         | Tokio     | 213       | 48      | 2002          |
| 23.    | Act Tower                                       |         | Hamamacu  | 213       | 45      | 1994          |
| 24.    | The Tower Yokohama Kitanaka                     |         | Jokohama  | 212       | 58      | 2020          |
| 25.    | Tokiwabashi Tower                               |         | Tokio     | 212       | 40      | 2021          |
| 26.    | JR Gate Tower                                   |         | Nagoja    | 211       | 46      | 2016          |
| 27.    | Shinjuku Sumitomo Building                      |         | Tokio     | 210       | 52      | 1974          |
| —      | Toshima Incineration Plant                      |         | Tokio     | 210       | 11      | 1999          |
| 28.    | Shinjuku Nomura Building                        |         | Tokio     | 209       | 50      | 1978          |
| 29.    | The Kitahama                                    |         | Ósaka     | 209       | 54      | 2009          |
| 30.    | The Park House Nishi Shinjuku Tower 60          |         | Tokio     | 209       | 60      | 2017          |
| 31.    | Ark Hills Sengokuyama Mori Tower                |         | Tokio     | 207       | 47      | 2012          |
| 32.    | GranTokyo North Tower                           |         | Tokio     | 205       | 43      | 2007          |
| 33.    | GranTokyo South Tower                           |         | Tokio     | 205       | 42      | 2007          |
| 34.    | Akasaka Intercity AIR                           |         | Tokio     | 205       | 37      | 2017          |
| 35.    | Mode Gakuen Cocoon Tower                        |         | Tokio     | 204       | 50      | 2008          |
| 36.    | Park City Musashi-Kosugi Mid Sky Tower          |         | Kawasaki  | 204       | 59      | 2009          |
| 37.    | Izumi Garden Tower                              |         | Tokio     | 201       | 45      | 2002          |
| 38.    | Shinjuku Sompo Japan Building                   |         | Tokio     | 200       | 43      | 1976          |
| 39.    | X-Tower Osaka Bay                               |         | Ósaka     | 200       | 54      | 2006          |
| 40.    | Osaka Bay Tower                                 |         | Ósaka     | 200       | 51      | 1993          |
| 41.    | JP Tower                                        |         | Tokio     | 200       | 38      | 2012          |
| 42.    | Yomiuri Shimbun Building                        |         | Tokio     | 200       | 33      | 2013          |
| 43.    | Otemachi Tower                                  |         | Tokio     | 200       | 38      | 2013          |
| 44.    | Otemachi One Tower                              |         | Tokio     | 200       | 39      | 2020          |
| 45.    | JP Tower Nagoya                                 |         | Nagoja    | 200       | 40      | 2015          |